# رابطه فیثاغورس

بر اساس قضیه فیثاغورس مجموع مساحت‌های دو مربع روی دو ضلع قائم (a و b)، برابر است با مساحت مربع روی وتر (c).

رابطه فیثاغورس در هندسه اقلیدسی است که بر اساس آن، در یک مثلث راست‌گوشه (قائم‌الزاویه)، همواره مجموع مربع‌های دو ضلع برابر با مربع وتر است.
این قضیه به نام ریاضی‌دان یونانی فیثاغورس نامگذاری شده‌است.
وارون این قضیه نیز درست است، به عبارت دیگر، اگر {\displaystyle a^{2}+b^{2}=c^{2}} باشد، مثلث قائم‌الزاویه است. اثبات عکس قضیه فیثاغورس را به اقلیدس نسبت داده‌اند.
این قضیه بارها به روش‌های مختلف هندسی و جبری اثبات شده‌است که برخی از این اثبات‌ها به هزاران سال گذشته برمیگردند.

## نمایش‌های دیگر
اگر c طول وتر مثلث راست‌گوشه باشد و a و b طول دو ضلع دیگر آن، قضیهٔ فیثاغورس را به شکل رابطهٔ زیر می‌نویسیم:
{\displaystyle a^{2}+b^{2}=c^{2}\ }
و اگر مقدار a و b معلوم باشد c را به این شکل بدست می‌آوریم:
{\displaystyle c={\sqrt {a^{2}+b^{2}}}}
و اگر c معلوم باشد و یکی از دو ضلع a یا b نامعلوم، آن‌ها را اینگونه بدست می‌آوریم:
{\displaystyle a={\sqrt {c^{2}-b^{2}}}}
یا
{\displaystyle b={\sqrt {c^{2}-a^{2}}}}
رابطه فیثاغورس به روش ساده ای اضلاع مثلث قائم‌الزاویه را به هم ربط می‌دهد، به طوریکه اگر طول دوضلع معلوم باشد طول ضلع سوم را می‌توان به دست آورد. پیامد دیگر این قضیه این است که در هر مثلث قائم‌الزاویه، طول وتر بیشتر از هر یک از دو ضلع دیگر، ولی کمتر از مجموع دو ضلع دیگر است.
یکی از تعمیم‌های قضیهٔ فیثاغورس قانون کسینوس‌ها (قانون کاشانی) است، که امکان محاسبهٔ طول هر یک از اضلاع هر نوع مثلثی را با داشتن دو ضلع دیگر و زاویهٔ بین آن دوضلع را می‌دهد. اگر زاویه بین دو ضلع دیگر قائمه باشد، قانون کسینوس‌ها تبدیل به قانون فیثاغورس می‌شود.

## اثبات
قضیهٔ فیثاغورس، قضیه‌ای است که بیش از هر قضیهٔ دیگری اثبات دارد، در کتاب قضیه فیثاغورس حدود ۳۷۰ اثبات برای این قضیه آورده شده‌است.

### اثبات با استفاده از مثلث‌های متشابه

اثبات با استفاده از مثلث‌های متشابه

این اثبات بر اساس نسبت تناسب میان دو مثلث متشابه بیان شده‌است. به این معنی که اگر دو مثلث متشابه داشته باشیم، نسبت طول‌های هر دو ضلع متشابه میان دو مثلث  ثابت است.
همان گونه که در شکل نشان داده شده‌است، فرض کنید ABC مثلثی راست‌گوشه است و C زاویه‌ای راست (۹۰ درجه) است. حال ارتفاع مثلث را از گوشهٔ C بر وتر AB رسم می‌کنیم و نقطهٔ برخورد را H می‌نامیم. نقطهٔ H وتر را به دو بخش d و e تقسیم می‌کند.
مثلث جدید ACH و مثلث ABC با یکدیگر متشابه‌اند. چون هر دو یک زاویهٔ ۹۰ درجه دارند (طبق تعریف ارتفاع مثلث) و زاویهٔ A در هر دو مشترک است؛ از این می‌توان نتیجه گرفت که زاویهٔ سوم θ در هر دو یکسان است (در شکل نشان داده شده‌است). به دلیل مشابه مثلث CBH نیز با مثلث ABC متشابه است. به دلیل تشابه مثلث‌ها، روابط زیر برقرار خواهد بود:
{\displaystyle {\frac {a}{c}}={\frac {e}{a}}{\mbox{ and }}{\frac {b}{c}}={\frac {d}{b}}}
عبارت سمت چپ، برابر است با کسینوس زاویهٔ θ و سمت راست برابر است با سینوس زاویهٔ θ.
این نسبت‌ها را به صورت زیر نیز می‌توان نوشت:
{\displaystyle a^{2}=c\times e} و {\displaystyle b^{2}=c\times d}
اگر دو تساوی را با یکدیگر جمع کنیم، خواهیم داشت:
{\displaystyle a^{2}+b^{2}=c\times e+c\times d=c\times (d+e)=c^{2}}
که همان تساوی قضیهٔ فیثاغورس خواهد بود:
{\displaystyle a^{2}+b^{2}=c^{2}}
روش گفته شده اثبات دانتزیگ، Dantzig بود که یک روش ریاضی بوده و بر اساس طول‌ها می‌باشد. این اثبات در تاریخ علم، نقشی قابل توجه داشته‌است. اما سؤالی که اینجا مطرح است این است که چرا اقلیدوس از این روش استفاده نکرده و برای اثبات آن روش دیگری را از خود گفته‌است. یک گمان این است که اثبات با استفاده از مثلث‌های متشابه نیاز به دانستن تئوری تناسب‌ها داشته که تا آن زمان هنوز مورد بحث قرار نگرفته بود.

### اثبات اقلیدس

اثبات نوشته شده در کتاب اصول هندسهٔ اقلیدس

خلاصهٔ اثباتی که در کتاب اصول هندسهٔ اقلیدس نوشته شده چنین است: مربع بزرگ را به دو مستطیل سمت چپ و سمت راست تقسیم می‌کنیم. یک مثلث ساخته شده‌است که مساحتش نصف مساحت مستطیل سمت چپ است. سپس یک مثلث دیگر ساخته می‌شود که مساحتش نصف مساحت مربع سمت چپ است. می‌توان نشان داد که این دو مثلث با یکدیگر مساوی‌اند در نتیجه مساحت مربع با مساحت مستطیل سمت چپ برابر است. به دلیل مشابه، مطلب گفته شده برای مستطیل سمت راست و مربع دیگر نیز برقرار است. اگر دو مستطیل را کنار هم قرار دهیم تا یک مربع روی وتر مثلث تشکیل دهند، می‌بینیم که مساحت مربع بزرگ (مربعی که روی وتر تشکیل شد) با مجموع مساحت‌های دو مربع دیگر برابر است. جزئیات این مطلب در ادامه گفته شده‌است.
فرض کنید A و B و C سه گوشهٔ یک مثلث راست‌گوشه‌اند که زاویهٔ A در آن ۹۰ درجه است. خطی را عمود از گوشهٔ A بر روی وتر BC رسم می‌کنیم و آن را امتداد می‌دهیم تا ضلع پایین مربع کشیده شده روی وتر را قطع کند. این خط مربع روی وتر را به دو مستطیل تقسیم می‌کند که هریک از این مستطیل‌ها مساحتی برابر با مساحت مربع‌های رسم شده بر روی دو ضلع زاویهٔ A دارند.
برای ادامهٔ اثبات نیاز به دانستن چند نکته است:
1. اگر دو ضلع از یک مثلث با دو ضلع از مثلث دیگر یک به یک برابر باشد و زاویهٔ میان آن دو ضلع نیز با هم برابر باشد، می‌توان نتیجه گرفت که دو مثلث با یکدیگر برابرند.
2. مساحت هر مثلث نصف مساحت چهارضلعی است که اضلاعش با یکدیگر دو به دو موازی‌اند و ارتفاع و قاعده‌ای برابر با ارتفاع و قاعدهٔ مثلث دارد.
3. مساحت یک مستطیل برابر است با حاصل ضرب دو ضلع مجاورش.
4. مساحت یک مربع برابر است با حاصل ضرب دو ضلع از آن.

هر یک از دو مربع بالایی با یکی از آن دو مثلثِ هم نهشت مرتبط است و هر یک از این مثلث‌ها نیز به نوبهٔ خود با یکی از مستطیل‌های سازندهٔ مربع پایینی ارتباط دارد.
ادامهٔ اثبات:

شکل جدید مسئله برای بهتر روشن شدن مطلب به همراه خط‌های جدید.

1. فرض کنید مثلث ABC یک مثلث راست‌گوشه‌است که زاویهٔ CAB در آن ۹۰ درجه‌است.
2. بر روی هریک از اضلاع BC و AB و CA به ترتیب مربع‌های CBDE و BAGF و ACIH رسم شده‌است.
3. از گوشهٔ A خطی به موازات BD و CE رسم می‌کنیم؛ این خط به صورت عمودی با BC و DE برخورد می‌کند، محل‌های برخورد را به ترتیب K و L می‌نامیم.
4. دو گوشهٔ C را به F و A را به D وصل می‌کنیم تا مثلث‌های BCF و BDA تشکیل شود.
5. زاویه‌های CAB و BAG هر دو زاویه‌های راست‌اند؛ بنابراین نقاط C و A و G بر روی یک امتداد قرار دارند (هم‌خط‌اند)؛ برای نقاط B و A و H نیز همین مطلب برقرار است. در این نگاره، دو مثلث مساوی که مساحتی برابر با نصف مساحت مستطیل BDLK و مربع BAGF دارند، نمایش داده شده‌است.

در این نگاره، دو مثلث مساوی که مساحتی برابر با نصف مساحت مستطیل BDLK و مربع BAGF دارند، نمایش داده شده‌است.

6. زاویه‌های CBD و FBA نیز هر دو زاویه‌های راست‌اند. در نتیجه دو زاویهٔ ABD و FBC با یکدیگر برابرند چون هردو برابرند با حاصل جمع یک زاویهٔ ۹۰ درجه با زاویهٔ ABC.
7. چون AB با FB و BD با BC برابر است؛ در نتیجه مثلث ABD ناگزیر با مثلث FBC برابر خواهد بود.
8. چون A-K-L یک خط مستقیم است که با ضلع BD از مربع BCDE نیز موازی است؛ پس BDLK یک مستطیل است و مساحتی دو برابر مساحت مثلث ABD دارد؛ چون قاعدهٔ BD در هر دو مشترک است و ارتفاع نیز در هر دو طولی برابر با BK دارد.
9. چون نقطهٔ C و دو نقطهٔ A و G هر سه بر یک راستا قرار دارند، پس مربع BAGF باید مساحتی دو برابر مساحت مثلث FBC داشته باشد.
10. می‌توان نتیجه گرفت که مساحت مستطیل BDLK، و مربع BAGF با هم برابر است و اندازهٔ آن برابر با AB۲ است.
11. به‌طور مشابه می‌توان نشان داد که مستطیل CKLE مساحتی برابر با مساحت مربع ACIH و برابر با AC۲ دارد.
12. با جمع این دو نتیجه با یکدیگر خواهیم داشت: AB۲ + AC۲ = BD × BK + KL × KC
13. چون BD = KL و BD* BK + KL × KC = BD(BK + KC) = BD × BC
14. چون CBDE یک مربع است پس می‌توان نتیجه گرفت که AB۲ + AC۲ = BC۲

این اثباتی بود که در کتاب اصول هندسهٔ اقلیدوس به عنوان گزاره ۴۷ در کتاب ۱ آمده‌است. و بیان می‌دارد که مساحت مربع ساخته شده روی وتر، برابر است با مجموع مساحت‌های دو مربع دیگر.
اثبات اقلیدوس یک اثبات مساحتی است و برخلاف اثبات دانتزیگ وابسته به مساحت‌ها است و نه طول‌ها. این روش کاملاً با اثبات بوسیلهٔ تشابه مثلث‌ها که احتمال داده می‌شود روش مورد استفادهٔ خود فیثاغورس بوده، متفاوت است.

### اثبات با استفاده از بازچینی
در نگارهٔ پویای سمت چپ، مساحت کل و مساحت مثلث‌ها همگی ثابت است؛ بنابراین، مساحت کل ناحیهٔ سیاه رنگ، ثابت است. اما ناحیهٔ اصلی سیاه رنگ با ضلع c را می‌توان به دو مربع با ضلع‌های a و b تقسیم کرد و نشان داد که: a۲ + b۲ = c۲.
اثبات دوم با استفاده از نگارهٔ پویای میانی است. مربع بزرگ اول، مساحتی برابر با c۲ دارد با کنار هم قرار دادن چهار مثلث راست‌گوشهٔ یکسان و به دلیل اختلاف طول ضلع مثلث‌ها، یک مربع کوچک میان آن‌ها و در مرکز مربع بزرگ باقی می‌ماند. اگر یک بار دیگر نگاه کنیم می‌بینیم که با جابجایی مثلث‌ها، دو مستطیل با ضلع‌های a و b تشکیل شده‌است. با ادغام مربع کوچک میانی با یکی از مستطیل‌ها، دو مستطیل به دو مربع تبدیل خواهد شد و مساحت هریک از آن‌ها برابر با a۲ و b۲ خواهد بود؛ بنابراین  c۲ = a۲ + b۲. است.
نگارهٔ سوم سمت راست، نیز خود یک اثبات است. همان گونه که در نگاره نمایش داده شده‌است، دو مربع بالایی، با سایه‌های آبی و سبز به چندین بخش تقسیم شده‌اند. اگر این قسمت‌های سایه‌خورده را کنار هم بچینیم می‌بینیم که مربع پایینی روی وتر را به خوبی پر می‌کنند؛ عکس این مطلب نیز برقرار است یعنی مربع پایینی که روی وتر تشکیل شده را می‌توان چنان قسمت کرد که دو مربع بالایی به خوبی با این قسمت‌ها پر شود. با این کار نشان دادیم که مساحت مربع بزرگ برابر است با مجموع مساحت‌های دو مربع کوچک.
|  |  |  |

### اثبات جبری

نگاره‌های مربوط به دو اثبات جبری.

قضیهٔ فیثاغورس را می‌توان با استفاده از چیدن چهار مثلث راست‌گوشهٔ یکسان با ضلع‌های a و b و c درون یک مربع با ضلع c به صورت جبری اثبات کرد. مثلث‌ها یکسانند و مساحتی برابر با {\displaystyle {\tfrac {1}{2}}ab} دارند. مربع کوچک ضلعی برابر با b − a و مساحتی برابر با ۲ (b − a) به این ترتیب مساحت مربع بزرگ برابر خواهد بود با:
{\displaystyle (b-a)^{2}+4{\frac {ab}{2}}=(b-a)^{2}+2ab=a^{2}+b^{2}}
و چون این مربع ضلعی برابر با c دارد پس مساحتی برابر با ۲ c خواهد داشت، می‌توان نتیجه گرفت:
{\displaystyle c^{2}=a^{2}+b^{2}}
همان گونه که در پایین نگاره می‌توان دید، اثبات مشابه دیگری وجود دارد که در آن با استفاده از بازچینی چهار مثلث یکسان به دور مربعی به ضلع c به نتیجه می‌رسد. با این کار مربع بزرگتری به ضلع (a+b) و در نتیجه با مساحت ۲ (a+b) تشکیل می‌شود. چهار مثلث و مربع با ضلع c مساحتی برابر با مساحت مربع بزرگتر دارد.
{\displaystyle (b+a)^{2}=c^{2}+4{\frac {ab}{2}}=c^{2}+2ab}
با جابجایی عبارت پشت تساوی خواهیم داشت:
{\displaystyle c^{2}=(b+a)^{2}-2ab=a^{2}+b^{2}}
اثبات دیگری برای این قضیه ارائه شده‌است که آن را به جیمز آبرام گارفیلد نسبت می‌دهند. در این اثبات به‌جای مربع از یک ذوزنقه استفاده می‌شود. بخشی از این ذوزنقه از دو نیم کردن (به صورت قطری) مربعی که در اثبات دوم در بالا گفته شد تشکیل شده‌است. مساحت ذوزنقه برابر با نصف مساحت آن مربع است:
{\displaystyle {\frac {1}{2}}(b+a)^{2}}

نگارهٔ مربوط به اثبات گارفیلد

مربع داخلی نیز دو نیم شده‌است، ادامهٔ اثبات به همان روش مشابه‌است با این تفاوت که عامل {\displaystyle {\frac {1}{2}}} را اضافه‌تر دارد؛ که با دو برابر کردن کل عبارت به آسانی حذف می‌شود.

### اثبات به روش دیفرانسیلی
یک راه اثبات فیثاغورس، نگاه به این مطلب است که با تغییر طول یکی از اضلاع مثلث، در اندازهٔ وتر چه تغییری صورت می‌گیرد، این کار را باید با استفاده از حساب دیفرانسیل و انتگرال انجام داد. این نوع اثبات را اثبات به روش اندازه‌گیری می‌نامند و از نوع اثبات دانتزیگ است که در آن به اندازه‌گیری طول‌ها می‌پردازند و نه مساحت‌ها.
همان‌گونه که در شکل نشان داده شده‌است، می‌توان از دو مثلث راست‌گوشهٔ ADP و AQP استفاده کرد تا حدهای بالایی و پایینی نسبت دیفرانسیل Δc/Δa را معلوم کرد؛ بنابراین حد را می‌توان از Δa, Δc → ۰, گرفت. از نتیجهٔ مشتق dc /da می‌توان برای اثبات فیثاغورس استفاده کرد.
از مثلث ABC:
{\displaystyle \cos \theta ={\frac {AB}{AC}}={\frac {a+\Delta a}{c+\Delta c}}}
حال مثلث ADP را رسم می‌کنیم، سپس:
{\displaystyle \cos \theta ={\frac {AD}{AP}}={\frac {AD}{\Delta a}}>{\frac {\Delta c}{\Delta a}}}

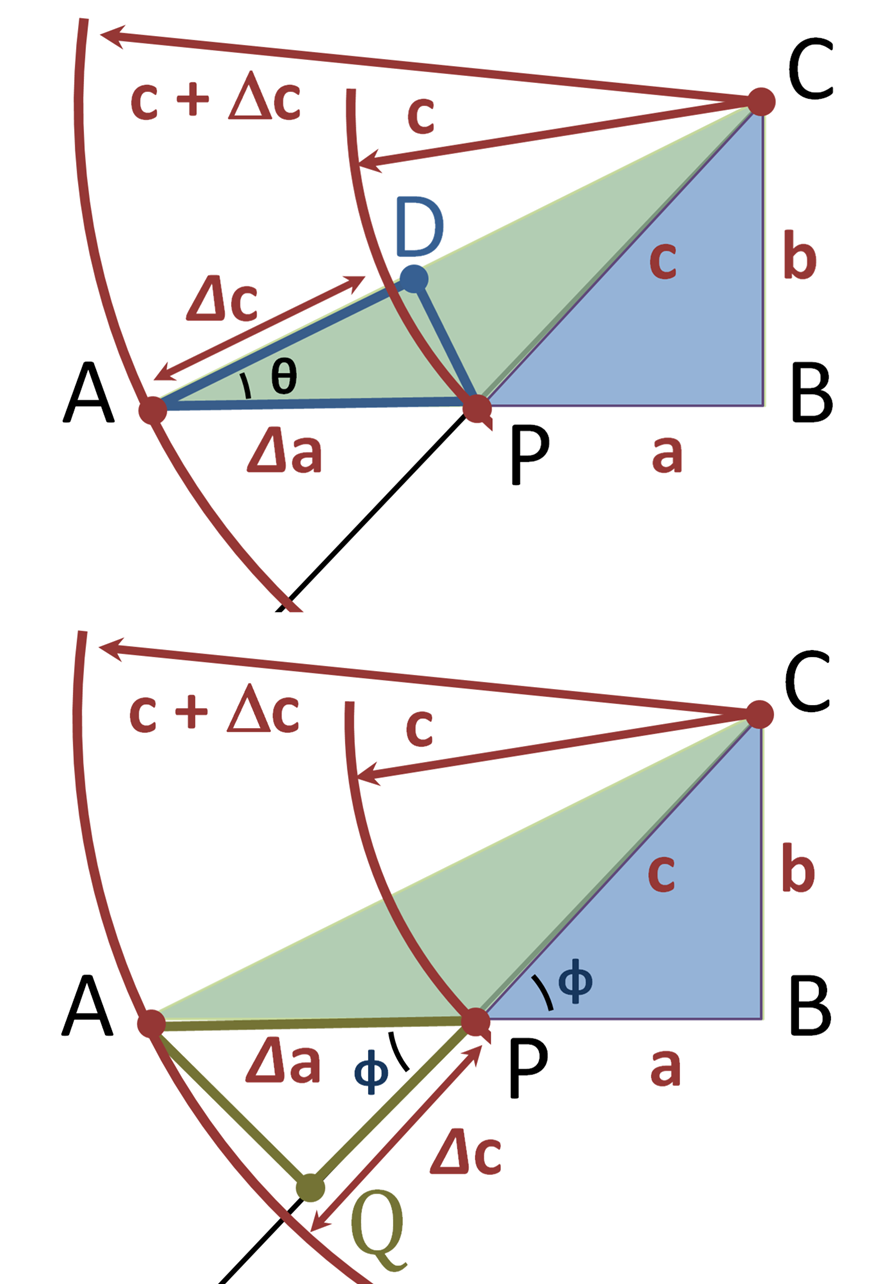
نگاره‌ای که برای بدست آوردن حدهای بالایی و پایینی کشیده شده‌است.

همان گونه که در قسمت بالای نگاره نشان داده شده‌است، آخرین نامساوی که می‌توان از AD> Δc نتیجه گرفت، با ترکیب cos θ در عبارت بدست می‌آید:
{\displaystyle {\frac {\Delta c}{\Delta a}}<{\frac {a+\Delta a}{c+\Delta c}}}
پس از آن مثلث راست‌گوشهٔ AQP را تشکیل می‌دهیم (قسمت پایین نگاره) چون هر دو مثلث AQP و PBC یک زاویهٔ {\displaystyle \scriptstyle \phi } دارند، پس:
{\displaystyle \cos \phi ={\frac {a}{c}}={\frac {PQ}{PA}}={\frac {PQ}{\Delta a}}<{\frac {\Delta c}{\Delta a}}}
همان‌گونه که در نگارهٔ پایینی نمایش داده شده‌است، آخرین نامساوی که می‌توان از PQ <Δc نتیجه گرفت، با ترکیب دو نامساوی که از مثلث‌های ADP و AQP بدست آمد، ایجاد می‌شود:
{\displaystyle {\frac {a}{c}}<{\frac {\Delta c}{\Delta a}}<{\frac {a+\Delta a}{c+\Delta c}}=\left({\frac {a}{c}}\right){\frac {1+\Delta a/a}{1+\Delta c/c}}}
حال حدهای بالایی و پایینی نسبت Δc /Δa را در اختیار داریم. وقتی که Δc و Δa به سمت صفر میل کنند، نسبت Δc /Δa به مشتق dc /da تبدیل می‌شود و حد بالایی و حد پایینی یکی می‌شود و خواهیم داشت:
{\displaystyle {\frac {dc}{da}}={\frac {a}{c}}}
یا
{\displaystyle c\,dc=a\,da;\ d(c^{2})=d(a^{2})}
که انتگرالی برابر با مقدار زیر خواهد داشت:
{\displaystyle c^{2}=a^{2}+} مقدار ثابت
آنگاه که a = ۰ و c = b باشد، مقدار ثابت جواب انتگرال برابر با b۲ خواهد بود؛ بنابراین استدلال قضیهٔ فیثاغورس اثبات شد.
{\displaystyle c^{2}=a^{2}+b^{2}}

## وارون قضیه
درستی وارون قضیهٔ فیثاغورس را می‌توان اثبات کرد.
برای هر سه عدد مثبت a و b و c که در عبارت a۲ + b۲ = c۲ صدق کنند؛ می‌توان مثلثی پیدا کرد با طول ضلع‌های a و b و c که حتماً دارای زاویه‌ای راست (۹۰ درجه) میان ضلع‌های a و b است.
چنین اعدادی را اعداد فیثاغورسی می‌نامند. بیان دیگر وارون قضیه عبارت است از:
برای هر مثلثی با اضلاع a و b و c اگر a۲ + b۲ = c۲ باشد آنگاه زاویهٔ میان اضلاع a و b برابر با ۹۰ درجه خواهد بود.
بیان استفاده شده در کتاب اصول اقلیدوس (کتاب اول، گزاره ۴۸):
اگر مربع یکی از اضلاع مثلثی برابر باشد با مجموع مربع‌های دوضلع دیگر، آنگاه زاویهٔ تشکیل شده با آن دو ضلع، یک زاویهٔ راست است.
درستی این مطلب را می‌توان با استفاده از قانون کسینوس‌ها اثبات کرد.
فرض کنید ABC مثلثی با اضلاع a و b و c باشد که a۲ + b۲ = c۲. حال باید ثابت کرد که زاویهٔ میان a و b زاویه‌ای راست است. مثلث دیگری می‌سازیم با ضلع‌های a و b و با یک زاویهٔ راست میان دو ضلع آن، چون می‌دانیم قضیهٔ فیثاغورس درست است پس طبق این قضیه باید وتر مثلث طولی برابر با c = √(a۲ + b۲) داشته باشد. پس وتر مثلث دوم طولی برابر با وتر مثلث اول دارد. پس دو مثلث با یکدیگر برابرند از هم نهشتی دو مثلث می‌توان نتیجه گرفت که زاویه‌های دو به دو برابر نیز دارند. پس زاویهٔ میان ضلع‌های a و b در مثلث اصلی خود، زاویه‌ای راست است.
با استفاده از وارون قضیهٔ فیثاغورس می‌توان به آسانی پیدا کرد که یک مثلث زاویهٔ راست، تند یا بازدارد. اگر بزرگترین ضلع یک مثلث را c نامگذاری کنیم، بر اساس نامساوی مثلث‌ها می‌توان گفت a + b> c است (اگر چنین نباشد یعنی مثلثی تشکیل نشده‌است) حال با استفاده از وارون قضیه فیثاغورس و نامساوی مثلث‌ها می‌توان گفت:
- اگر a۲ + b۲ = c۲, آنگاه مثلث راست‌گوشه‌است.
- اگر a۲ + b۲> c۲, آنگاه مثلث تیزگوشه‌است. (دارای زاویهٔ تند)
- اگر a۲ + b۲ <c۲, آنگاه مثلث دارای زاویه‌ای باز است. (بیش از ۹۰ درجه)

ادسخر دیکسترا برای تشخیص زاویهٔ مثلث‌ها پیشنهاد زیر را داده‌است:
sgn(α + β − γ) = sgn(a۲ + b۲ − c۲)
که در آن α زاویهٔ مقابل به ضلع a و β زاویهٔ مقابل به ضلع b و γ زاویهٔ مقابل به ضلع c است؛ و sgn عبارت تابع علامت می‌باشد.

## کاربردها و نتیجه‌های قضیه

مارپیچ فیثاغورث که تشکیل و دنباله عددی آن را در شکل می‌توانید ببینید.

### اعداد فیثاغورسی زیبا
اعداد فیثاغورسی به سه عددی می‌گویند (واژن) که مجموع مربع‌های دو تا از آن‌ها برابر با مربع سومی باشد، به بیان دیگر اعداد a و b و c را فیثاغورسی گویند هرگاه a۲ + b۲ = c۲ باشد. اعداد فیثاغورسی ضلع‌های یک مثلث راست‌گوشه را تشکیل می‌دهند. بررسی‌ها نشان داده‌است که بناهایی در شمال اروپا وجود داشته که در آن‌ها از ویژگی اعداد فیثاغورسی استفاده می‌شده‌است و آن‌ها پیش از شناخت این قضیه، از اعداد فیثاغورسی استفاده می‌کرده‌اند و آن‌ها را می‌شناختند. نمونه‌های پرکاربرد این اعداد عبارتند از: (۳، ۴، ۵) و (۵، ۱۲، ۱۳).
در زیر فهرستی از بعضی از اعداد فیثاغورسی نوشته شده‌است:
(۳، ۴، ۵)، (۶٬۸٬۱۰)، (۵، ۱۲، ۱۳)، (۷، ۲۴، ۲۵)، (۸، ۱۵، ۱۷)، (۹، ۴۰، ۴۱)، (۱۱، ۶۰، ۶۱)، (۱۲، ۳۵، ۳۷)، (۱۳، ۸۴، ۸۵)، (۱۶، ۶۳، ۶۵)، (۲۰، ۲۱، ۲۹)، (۲۸، ۴۵، ۵۳)، (۳۳، ۵۶، ۶۵)، (۳۶، ۷۷، ۸۵)، (۳۹، ۸۰، ۸۹)، (۴۸، ۵۵، ۷۳)، (۶۵، ۷۲، ۹۷)، (۱۶۹٬۱۲۰٬۱۱۹)

### اعداد مختلط
برای هر عدد مختلط
{\displaystyle z=x+iy,}
قدر مطلق آن عدد بدین صورت است:
{\displaystyle r=|z|={\sqrt {x^{2}+y^{2}}}.}

قدر مطلق عدد مختلط z فاصلهٔ r از z تا مبدأ است.

پس سه مقدار x ,r و y با استفاده از قانون فیثاغورس مرتبط هستند:
{\displaystyle r^{2}=x^{2}+y^{2}.}
که r به صورت عددی مثبت یا صفر تعریف می‌شود ولی x و y می‌توانند منفی یا مثبت یا صفر باشند. از لحاظ هندسی r فاصلهٔ z از مبدأ در صفحه مختلط است.
این را می‌توان تعمیم داد تا فاصله بین دو نقطهٔ z1 و z2 را یافت. این فاصله به این صورت به دست می‌آید:
{\displaystyle |z_{1}-z_{2}|={\sqrt {(x_{1}-x_{2})^{2}+(y_{1}-y_{2})^{2}}},}
که با استفاده از قضیه فیثاغورس می‌توان نوشت:{\displaystyle |z_{1}-z_{2}|^{2}=(x_{1}-x_{2})^{2}+(y_{1}-y_{2})^{2}}

### فاصلهٔ اقلیدسی
رابطهٔ فاصله در مختصات دکارتی از قضیه فیثاغورس نشات می‌گیرد. اگر (x1, y1) و (x2, y2) نقاطی در صفحه باشند، فاصلهٔ بین آن‌ها که فاصله اقلیدسی نامیده می‌شود به این صورت به دست می‌آید:
{\displaystyle {\sqrt {(x_{1}-x_{2})^{2}+(y_{1}-y_{2})^{2}}}.}
به‌طور کلی تر در فضای اقلیدسی n بعدی فاصلهٔ بین دو نقطه ی، {\displaystyle A\,=\,(a_{1},a_{2},\dots ,a_{n})} و {\displaystyle B\,=\,(b_{1},b_{2},\dots ,b_{n})} از تعمیم قضیه فیثاغورس به این صورت تعریف می‌شود:
{\displaystyle {\sqrt {(a_{1}-b_{1})^{2}+(a_{2}-b_{2})^{2}+\cdots +(a_{n}-b_{n})^{2}}}={\sqrt {\sum _{i=1}^{n}(a_{i}-b_{i})^{2}}}.}
اگر به جای فاصله اقلیدسی، مربع فاصلهٔ اقلیدسی به کار برده شود، معادلهٔ زیر به دست می‌آید:
{\displaystyle (a_{1}-b_{1})^{2}+(a_{2}-b_{2})^{2}+\cdots +(a_{n}-b_{n})^{2}=\sum _{i=1}^{n}(a_{i}-b_{i})^{2}.}

## تعمیم‌ها
قضیهٔ فیثاغورس حالتی از قانون کسینوس‌ها است که در آن زاویهٔ بین دو خط ۹۰ درجه است.
قانون کسینوس‌ها بیان می‌کند که اگر دو خط به طول a و b در راس O، تشکیل زاویه {\displaystyle \theta } بدهند، طول خطی که انتهای آن‌ها را به هم وصل می‌کند، از رابطهٔ زیر بدست می‌آید:
{\displaystyle c^{2}=a^{2}+b^{2}-2ab\cos {\theta }}
 

بنابراین، هر گاه زاویه {\displaystyle \theta } برابر ۹۰ درجه باشد مقدار {\displaystyle 2ab\cos {\theta }} صفر شده و در نتیجه، قضیهٔ فیثاغورس بدست می‌آید:
{\displaystyle a^{2}+b^{2}=c^{2}}

## نظر ریاضی‌دانان دربارهٔ قضیه فیثاغورس
کپلر دربارهٔ قضیه فیثاغورس نوشته‌است: 
هندسه دو گنج بزرگ دارد: یکی قضیه فیثاغورس است، دیگری تقسیم یک خط به بینهایت نسبت میانگین. (قابلیت تقسیم شدن یک خط به بی‌نهایت جزء) ما اولی را با طلا مقایسه می‌کنیم، دومی را گوهری گرانبها می‌نامیم.

## نگارخانه

اثبات تصویری قضیه فیثاغورث
اثبات تصویری قضیه فیثاغورث
اثبات قضیه فیثاغورث
اثبات به حالت تانگرام برای قضیه فیثاغورث